# Rhynie (Aberdeenshire)
Rhynie est un village situé dans l'Aberdeenshire, en Écosse.